# Frank Collison
Frank Collison est un acteur américain né à Evanston, en banlieue de Chicago dans l'Illinois (États-Unis) le 14 février 1950.

## Filmographie

### Cinéma
- 1985 : The Compleat Al de Jay Levey et Robert K. Weiss (vidéo) : Look-A-Like Salesman
- 1985 : Grunt! The Wrestling Movie d'Allan Holzman : Charlie Stroll
- 1986 : Booby Trap (en) (Wired to Kill) de Francis Schaeffer : Sly
- 1987 : Cheeseburger film sandwich (Amazon Women on the Moon) de Michael Barrie et Jim Mulholland : Grizzled Pirate (segment "Video Pirates")
- 1988 : Le Blob (The Blob) de Chuck Russell : Hobbe
- 1988 : Futur immédiat, Los Angeles 1991 (Alien Nation) de Charles Graham Baker : Bentner
- 1988 : Elvira, maîtresse des ténèbres (Elvira, Mistress of the Dark) de James Signorelli  : Billy
- 1990 : Sailor et Lula (Wild at Heart) de David Lynch : Timmy Thompson
- 1990 : Backstreet Dreams de Rupert Hitzig et Jason O'Malley : Spider
- 1990 : Why me? Un plan d'enfer (Why Me?) de Gene Quintano : un voleur arménien
- 1991 : Les Indomptés (Mobsters) de Michael Karbelnikoff : Sonny Catania
- 1991 : Le Dernier Samaritain (The Last Boy Scout) de Tony Scott : Pablo
- 1991 : Dollman d'Albert Pyun (vidéo) : Sprug
- 1992 : La Nuit du défi (Diggstown) de Michael Ritchie : gardien de prison
- 1992 : Le Cobaye : Night Gate Guard
- 1993 : A Formula for Mayhem de Kevin McKeon : Raddish
- 1994 : Une si belle famille (It Runs in the Family) de Fred Schepisi
- 1994 : Une maison de fous (It Runs in the Family) de Bob Clark : Floyd Bumpus
- 1994 : SFW de Jefery Levy : Stoner Witness
- 1994 : Ligne privée (Dead Connection) de Nigel Dick : garagiste
- 1997 : Mon copain Buddy (Buddy) de Caroline Thompson : Zoo Keeper
- 2000 : O'Brother (O Brother, Where Art Thou?) de Joel Coen : Wash Hogwallop, le cousin de Pete
- 2001 : The Majestic de Frank Darabont : Subpoena Server
- 2001 : K-PAX : L'Homme qui vient de loin (K-Pax) d'Iain Softley : Screaming Man (non-crédité)
- 2001 : A Crack in the Floor : Turner
- 2001 : Camouflage de James Keach : Skinny Cop - Tommy
- 2003 : Hope Springs de Mark Herman : M. Fisher
- 2004 : Le Village (The Village) de M. Night Shyamalan : Victor
- 2004 : Mon voisin le tueur 2 (The Whole Ten Yards) d'Howard Deutch : Strabo Gogolak
- 2004 : Hidalgo de Joe Johnston : Texas Jack
- 2004 : Suspect Zero d'E. Elias Merhige : Piper
- 2005 : I Callback : Karl
- 2008 : Pants on Fire : Trucker
- 2008 : Phénomènes (The Happening) de M. Night Shyamalan : propriétaire de la pépinière
- 2010 : Hesher de Spencer Susser : directeur du funérarium
- 2010 : Radio Free Albemuth : Leon
- 2013 : Hitchcock de Sacha Gervasi : Henry Gein
- 2014 : What You Can Burn (court métrage) : Harlowe
- 2014 : Pirate's Code: The Adventures of Mickey Matson : Admiral Ironsides
- 2015 : L.A. Slasher : Killers Anonymous Leader
- 2015 : Grandma : Mike

### Télévision

#### Séries télévisées
- 1986 : Clair de lune (Moonlighting) (saison 3, épisode 07 : Rock Around Shakespeare) : Padua Resident
- 1986 : Rick Hunter (Hunter) (saison 2, épisode 18 : La Machine à tuer) : Bosco
- 1986 : Capitaine Furillo (Hill Street Blues) (saison 6, épisode 11 : Two Easy Pieces) : Junkie
- 1987 : Matlock (saison 2, épisode 08 : Une drôle de salade) : Unshaven Man
- 1987 : Mike Hammer (Mickey Spillane's Mike Hammer) (troisième série, épisode 22 : Écrits meurtriers) : Frank
- 1988 : The Bronx Zoo (saison 2, épisode 07 : The Gospel Truth) : Plasterer
- 1988 : Tribunal de nuit (saison 5, épisode 13 : Hit the Road, Jack) : Aqualung
- 1990 : Gabriel Bird (Gabriel's Fire) (saison 1, épisode 08 : I'm Nobody) : Buster
- 1991 : Star Trek : La Nouvelle Génération (Star Trek: The Next Generation) (saison 5, épisode 03 : L'Enseigne Ro) : Gul Dolak
- 1991 : My Life and Times (saison 1, épisode 04 : Millennium) : Harlequin
- 1991 : Code Quantum (Quantum Leap) (saison 3, épisode 22 : Choc en retour) : Mortimer
- 1991 : La loi est la loi (Jake and the Fatman) (saison 4, épisode 19 : Un coup pour rien) : Wino
- 1993 : Star Trek: Deep Space Nine : Dolak (non-crédité)
  - (saison 1, épisode 12 : Tourbillons)
  - (saison 1, épisode 16 : Avec des « si »...)
- 1993 : Johnny Bago (saison 1, épisode 07 : Spotting Elvis) : Brawny Logger
- 1993 - 1998 : Docteur Quinn, femme médecin (Dr. Quinn, Medicine Woman) (119 épisodes) : Horace Bing
- 1994 : The Investigator (programme court)
- 1997 : California : Horace Bing
- 1997 - 2003 : New York Police Blues (NYPD Blue) : Dennis Ratner / Dana Lennox
  - (saison 5, épisode 06 : La Conscience tranquille) : Dana Lennox
  - (saison 11, épisode 05 : Réactions en chaîne) : Dennis Ratner
- 1999 : Sept à la maison (7th Heaven) (saison 3, épisode 16 : L'Indic) : Fred Moon
- 2003 - 2005 : La Caravane de l'étrange (Carnivàle) : Jasper the Talker
  - (saison 1, épisode 01 : Sur la route de Milfay)
  - (saison 1, épisode 09 : Insomnie)
  - (saison 2, épisode 02 : Alamogordo, Nouveau Mexique)
  - (saison 2, épisode 08 : Du côté de Damascus, Nebraska)
- 2004 : Monk (saison 3, épisode 01 : Monk à New York) : Warrick Tennyson
- 2005 : Invasion (saison 1, épisode 01 : L'Ouragan) : Earl (non-crédité)
- 2005 - 2008 : Earl (My Name Is Earl) : Rick James (père de Kenny)
  - (saison 1, épisode 01 : Mauvais karma)
  - (saison 1, épisode 09 : Votez pour mon père)
  - (saison 3, épisode 07 : L'Amérique en danger : 1re partie)
  - (saison 3, épisode 08 : L'Amérique en danger : 2e partie)
  - (saison 3, épisode 21 : Ah les femmes : 1re partie)
- 2006 : Stargate Atlantis (saison 3, épisode 04 : Face à face) : Keturah
- 2007 : Fawlty Tower Oxnard (saison 1, épisode 01 : Basil the Rat) : M. Carnegie
- 2010 - 2011 : Jonas L. A. (saison 2, épisode 08 : Cascades périlleuses) : Larry
- 2011 - 2013 : Bonne chance Charlie (Good Luck Charlie) : Vern
  - (saison 2, épisode 04 : Mères contre filles)
  - (saison 3, épisode 18 : La Femme qui murmurait à l'oreille de Charlie)
  - (saison 3, épisode 21 : Rien ne va plus !)
  - (saison 4, épisode 03 : Rencontre en famille)
- 2012 : Eagleheart (en) (saison 2, épisode 10 : Tramps) : Shoestring
- 2012 : Luck (saison 1, épisode 05 : Ace Forces Escalante to Swap Jockeys) : Tony
- 2013 : Esprits criminels (Criminal Minds) (saison 9, épisode 10 : Numéro masqué) : Richard Clayvin
- 2013 - 2014 : Mr. Pickles : Grandpa / Mr. Bojenkins / Trucker / ...
  - (saison 1, épisode 00 : Pilot)
  - (saison 1, épisode 01 : Tommy's Big Job)
  - (saison 1, épisode 02 : Father's Day Pie)
  - (saison 1, épisode 03 : Foul Ball)
  - (saison 1, épisode 04 : The Cheeseman)
- 2015 : Runestone (saison 1, épisode 01 : Beyond the Edges of the World) : Tryggvi Grimarrson
- 2016 : American Horror Story (saison 6, épisode 7) : Ishmael Polk
- 2017 : Twin Peaks (saison 3, épisode 13) : Muddy
- 2023 : Young Sheldon (saison 5 épisode 4)

#### Téléfilms
- 1987 : Into the Homeland de Lesli Linka Glatter : Gas Station Attendant
- 1992 : Le Mystère du ranch (Keep the Change) d'Andy Tennant : Darryl Burke
- 1993 : 12:01 de Jack Sholder : Thin Assassin
- 1999 : Une famille déchirée (We Were the Mulvaneys) de Peter Werner : Horace Bing
- 2006 : Voodoo Moon de Kevin VanHook : Mac
- 2010 : Ghosts/Aliens de Michael Patrick Jann : Bearded Hillbilly

## Jeux vidéo
- 2005 : Gun : Honest Tom / voix additionnelles
- 2012 : Guild Wars 2 : Cadeyrn / Candwyr / Hunk'lo
- 2013 : Tomb Raider : Solarii